# Golčův Jeníkov
Golčův Jeníkov (niem. Goltsch-Jenikau) − miasto w Czechach, w kraju Wysoczyna. Według danych z 31 grudnia 2003 powierzchnia miasta wynosiła 2 750 ha, a liczba jego mieszkańców 2 644 osób.

## Historia
Teren miasta zamieszkany był już w młodszej epoce brązu. Pierwsza wzmianka pisemna znajduje się w Kronice Zbrasławskiej z XII wieku. Obecny układ miasta pochodzi z wieku XVI, kiedy to rozwinęło się ono jako osada przy ważnej drodze.

## Zabytki
- kościół cmentarny św. Małgorzaty Węgierskiej - najstarszy zabytek miasta (XIV wiek),
- Goltzova tvrz (Twierdza Goltzów) z lat 1650-1653,
- założenie loretańskie,
- pałac jezuicki,
- kościół św. Franciszka Serafickiego,
- synagoga neoromańska z lat 1871-1873,
- cmentarz żydowski,
- barokowa stara poczta,
- dwa pałace: stary (barokowy, 1774) i nowy (z końca XVIII wieku),
- tzw. dom wiktoriański,
- szkoła w stylu neogotyku angielskiego (1873, ze skrzydłem z 1897)
- słup maryjny,
- kapliczka św. Jana Nepomucena[1].

## Demografia
| Rok             | 1970  | 1980  | 1991  | 2001  | 2003  |
| --------------- | ----- | ----- | ----- | ----- | ----- |
| Liczba ludności | 2 874 | 2 758 | 2 746 | 2 604 | 2 644 |

Źródło: Czeski Urząd Statystyczny